# Tetrapogon ferrugineus
Tetrapogon ferrugineus là một loài thực vật có hoa trong họ Hòa thảo. Loài này được (Renvoize) S.M.Phillips miêu tả khoa học đầu tiên năm 1987.